# Linux Mint
Linux Mint er en brugerstyret Linux distribution baseret på Ubuntu (der er baseret på Debian), der inkluderer fri og åben-kildekode software. Det er muligt under installation at vælge proprietær software, der giver multimedie support som fx codecs.
Den seneste udgave er Linux Mint 22.1 "Xia", der blev udgivet den 16. januar 2025 som en LTS udgivelse. Den vil blive vedligeholdt indtil 2029 og er baseret på Ubuntu 24.04.

## Historie
I 1996 begyndte Clement Lefebvre for første gang at bruge Linux med Slackware.
Efter kort tid begyndte flere og flere distributioner at dukke op, og i takt med at hurtigere internethastighed blev udbredt begyndte Clement Lefebvre at "distro-hoppe" (begreb for at skifte mellem forskellige udgivelser af Linux), og lærte mere og mere om Linux og de forskellige, tilgængelige udgaver. Med tiden ønskede Clement Lefebvre at gøre noget for Linux, og han startede med at hjælpe folk og skrive brugervejledninger. Efter et stykke tid lærte han (ifølge ham selv) plusser og minusser ved de fleste udgaver at kende, og på den måde fik han ideen til at lave sin egen.

## Mint tools
Det, der adskiller Linux Mint mest fra Ubuntu, er, udover udseendet, de 6 værktøjer: MintUpload, MintUpdate, MintAssistant, MintMenu, MintDesktop og MintConfig.
- MintUpload er et værktøj til at lægge filer op på LinuxMints filtjeneste, kaldet MintSpace.
- MintUpdate er LinuxMints opdateringstjeneste.
- MintAssistant møder du, første gang du logger på efter installationen af Linux Mint. Det hjælper dig med at sætte dit system op, så det virker, som du vil have det.
- MintMenu er en anderledes menu end den, mange kender fra GNOME (f.eks. i Ubuntu). Den er baseret på OpenSUSEs gamle menu.
- MintDesktop er et værktøj til hurtigt at lave små ændringer på computeren, heriblandt hvilke ikoner, der skal være på skrivebordet, hvordan navigering i mapper foregår og opsætning af internetforbindelser.
- MintConfig bruges til at lave ændringer i systemet. Opgaverne er her delt op i forskellige kategorier, så det er nemmere for brugeren at overskue mulighederne.
- MintNanny er et enkelt værktøj til at blokere for adgangen til visse områder på internettet.

## Versioner
(Senest opdateret december 2014, 2024. Se hjemmesiden for evt nyere opdateringer af Linux Mint)
Debian-testing baseret
- Linux Mint Debian 6 - "Faye" udgivet 27 September 2023

Ubuntu-baseret:
- Xia (22.1) - 16. januar 2025, 'Long term support release' (LTS), supporteres indtil april 2029.
- Wilma (22) - 25. juli 2024, 'Long term support release' (LTS), supporteres indtil april 2029.
- Rebecca (17.1) – 29. november 2014 - 'Long term support release' (LTS), supporteres indtil april 2019.
- Petra (16.0) – 30. november 2013 - Supporteres indtil april 2014.
- Olivia (15.0) – 21. december 2012 - Supporteres indtil april 2014.
- Nadia (14.0) – 21. december 2012 - Supporteres indtil april 2014.
- Maya (13.0) – 23. maj 2012 - 'Long term support release' (LTS), supporteres indtil april 2017.
- Lisa (12.0) – 26. november 2011 - Supporteres indtil april 2013.
- Katya (11.0) – 26. maj 2011 - Forældet
- Julia (10.0) – 12. november 2010 - Forældet
- Isadora (9.0) – 18. maj 2010 - 'Long term support release' (LTS), supporteres indtil april 2013.
- Helena (8.0) – 28. november 2009 - Forældet siden April 2011.
- Gloria (7.0) – 26. maj 2009 - Forældet
- Felicia (6.0) – 15. december 2008 - Forældet
- Elyssa (5.0) – 8. juli 2008 - Forældet
- Daryna (4.0) – 15. oktober 2007 - Forældet
- Celena (3.1) – 24. september 2007 - Forældet
- Cassandra (3.0) – 30. maj 2007 - Forældet
- Bianca (2.2) – 20. februar 2007 - Forældet
- Bea (2.1) – 20. december 2006 - Forældet
- Barbara (2.0) – 13. november 2006 - Forældet
- Ada (1.0) – 27. august 2006 - Forældet

## Brugergrænseflade
Main Edition er navnet på hovedudgaven af Linux Mint. Denne bruger skrivebordsmiljøet MATE eller Cinnamon, men der findes flere forskellige udgaver:
- Cinnamon en fork af Gnome 3 skrivebordsmiljøet
- Mate en fork af Gnome 2 skrivebordsmiljøet
- XFCE nuværende udgave 4.10 – Bruger Xfce skrivebordsmiljøet
- KDE nuværende udgave 4.0 – Bruger KDE skrivebordsmiljøet
- Fluxbox nuværende udgave 4.0 – Bruger fluxbox skrivebordsmiljøet